# Paul Adelstein

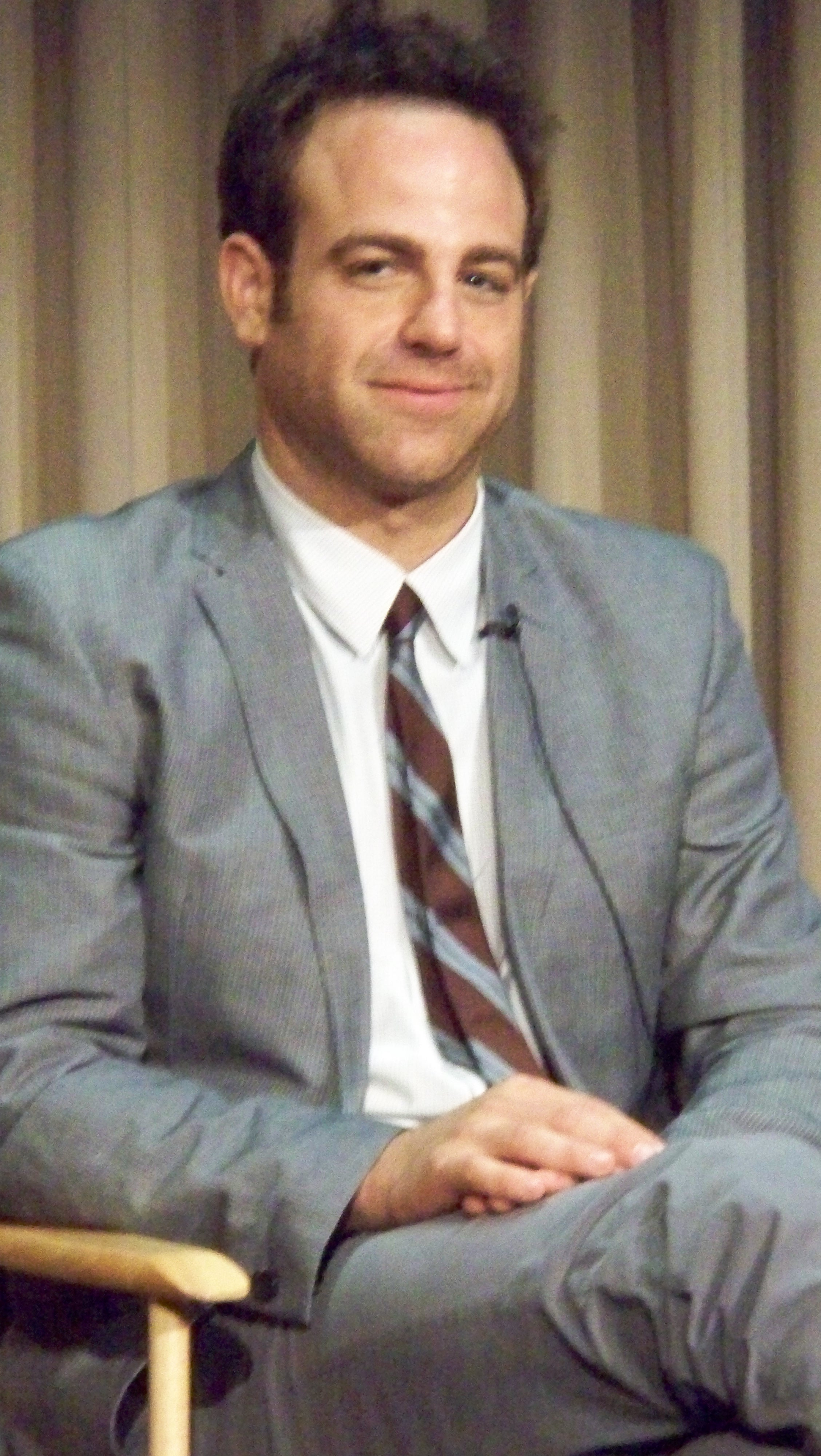
Paul Adelstein (2008)

Paul Adelstein (* 29. April 1969 in Chicago, Illinois) ist ein US-amerikanischer Schauspieler und Drehbuchautor.

## Wirken
Adelstein wurde bekannt mit der Rolle des Secret Service Agenten Paul Kellerman in der US-Serie Prison Break. Er hatte Gastauftritte in der Sitcom Scrubs – Die Anfänger und der Serie Grey’s Anatomy, in dessen Spin-off, Private Practice, er von 2007 bis 2013 eine der Hauptfiguren verkörperte. 2011 und 2012 führte er in zwei Folgen der Serie erstmals Regie. Seit 2014 ist er in einer Hauptrolle in der Bravo-Fernsehserie Girlfriends’ Guide to Divorce zu sehen. Für die Serie schrieb er zudem zwei Drehbücher. Gemeinsam mit Adam Brooks schrieb er für Bravo daraufhin die Serie Imposters, die von 2017 bis 2018 ausgestrahlt wurde.
Im November 2006 heiratete Adelstein die Schauspielerin Liza Weil, bekannt durch die Serie Gilmore Girls. Im April 2010 kam die gemeinsame Tochter zur Welt. Anfang April 2016 gab das Paar seine Trennung bekannt.

## Filmografie

### Als Schauspieler
- 1990: Grifters (The Grifters)
- 1994: Missing Persons – Auf der Suche nach Vermissten (Missing Persons, Fernsehserie, Episode 1x12)
- 1997: Die Hochzeit meines besten Freundes (My Best Friend’s Wedding)
- 1997: Peoria Babylon
- 1998–1999: Amor – Mitten ins Herz (Cupid, Fernsehserie, 10 Episoden)
- 1999: Turks (Fernsehserie, 9 Episoden)
- 1999, 2002: Emergency Room – Die Notaufnahme (ER, Fernsehserie, 2 Episoden)
- 2000: Teuflisch (Bedazzled)
- 2002: Breaking News (Fernsehserie, 5 Episoden)
- 2002: R.U.S./H. (Fernsehfilm)
- 2003: Partners and Crime (Fernsehfilm)
- 2003: Ein (un)möglicher Härtefall (Intolerable Cruelty)
- 2003: The Lyon's Den (Fernsehserie, Episode 1x08)
- 2003: Without a Trace – Spurlos verschwunden (Without a Trace, Fernsehserie, Episode 2x05 In seiner Hand)
- 2003: Hack – Die Straßen von Philadelphia (Hack, Fernsehserie, 8 Episoden)
- 2003, 2015: Law & Order: Special Victims Unit (Fernsehserie, 2 Episoden)
- 2004: Century City (Fernsehserie, Episode 1x08)
- 2004: Collateral
- 2004: Las Vegas (Fernsehserie, Episode 2x11)
- 2004: Lawrence Melm
- 2005: Be Cool – Jeder ist auf der Suche nach dem nächsten großen Hit (Be Cool)
- 2005: Medium – Nichts bleibt verborgen (Medium, Fernsehserie, Episode 1x14)
- 2005: Harvey Birdman, Attorney at Law (Fernsehserie, Episode 3x02, Stimme)
- 2005: American Dad (Fernsehserie, Episode 1x15 Starallüren, Stimme)
- 2005: Die Geisha (Memoirs of a Geisha)
- 2005–2009, 2017: Prison Break (Fernsehserie, 42 Episoden)
- 2006: Nobody's Watching (Fernsehfilm)
- 2006: Scrubs – Die Anfänger (Scrubs, Fernsehserie, Episode 5x21 Mein gefallenes Idol)
- 2007: Grey’s Anatomy (Fernsehserie, 2 Episoden)
- 2007: Order Up (Kurzfilm)
- 2007–2013: Private Practice (Fernsehserie, 111 Episoden)
- 2009: The Missing Person
- 2009: Die fast vergessene Welt (Land of the Lost, Stimme)
- 2009: Frenemy (Little Fish, Strange Pond)
- 2010: Glenn Martin DDS (Fernsehserie, Episode 2x13, Stimme)
- 2010: Happy Sushi (Kurzfilm)
- 2010–2011: Bandwagon: The Series (Bandwagon, Fernsehserie, 2 Episoden)
- 2012: The Flipside (Webserie, Episode 1x04)
- 2013: Mother's Day (Fernsehfilm)
- 2013–2017: Scandal (Fernsehserie, 18 Episoden)
- 2014: Return to Zero
- 2014–2018: Girlfriends’ Guide to Divorce (Fernsehserie, 29 Episoden)
- 2016: The Phenom
- 2016: Mütter und Töchter (Mothers and Daughters)
- 2016: Chance (Fernsehserie, 9 Episoden)
- 2017: Confessions of a Teenage Jesus Jerk
- 2017–2018: Brooklyn Nine-Nine (Fernsehserie, 3 Episoden)
- 2017–2018: Get Shorty (Fernsehserie, 4 Episoden)
- 2018: Imposters (Fernsehserie, 4 Episoden)
- 2018: I Feel Bad (Fernsehserie, 13 Episoden)
- 2019: The Marvelous Mrs. Maisel (Fernsehserie, Episode 3x02 Maisel gegen Maisel)
- 2019–2020: Chicago P.D. (Fernsehserie, 6 Episoden)
- 2021: True Story (Miniserie, 7 Episoden)
- 2022: The Menu
- 2023: Cruel Summer (Fernsehserie, 9 Episoden)
- 2024: We Strangers
- 2024: Agatha All Along (Fernsehserie)

### Als Drehbuchautor
- 2014–2015: Girlfriends’ Guide to Divorce (Fernsehserie, 2 Episoden)
- 2017–2018: Imposters (Fernsehserie, 6 Episoden)

### Als Regisseur
- 2011–2012: Private Practice (Fernsehserie, 2 Episoden)
- 2017: Imposters (Fernsehserie, Episode 1x09 Der Nächste, bitte)